# دهستان خرم‌دشت (کاشان)
دهستان خرم‌دشت نام دهستانی در بخش مرکزی شهرستان کاشان، استان اصفهان در ایران است. براساس سرشماری مرکز آمار ایران در سال ۱۳۸۵، جمعیت آن ۷۲۶ نفر (۳۲۴ خانوار) بوده‌است.